# Benson Point
Benson Point är en udde i Antarktis. Den ligger på Rugged Island i Sydshetlandsöarna. Argentina, Chile och Storbritannien gör anspråk på området.
Terrängen inåt land är mycket platt. Trakten är obefolkad. Det finns inga samhällen i närheten.